# Thomas Montgomery (Politiker, 1779)
Thomas Montgomery (* 1779 im Nelson County, Virginia; † 2. April 1828 in Stanford, Kentucky) war ein US-amerikanischer Politiker. Zwischen 1813 und 1823 vertrat er zwei Mal den Bundesstaat Kentucky im US-Repräsentantenhaus.

## Werdegang
Nach einem Jurastudium und seiner Zulassung als Rechtsanwalt begann Thomas Montgomery in Stanford in diesem Beruf zu arbeiten. Im dortigen Lincoln County wurde er Bezirksrichter. Politisch war Montgomery Mitglied der von Thomas Jefferson gegründeten Demokratisch-Republikanischen Partei. Im Jahr 1811 saß er als Abgeordneter im Repräsentantenhaus von Kentucky. Bei den Kongresswahlen des Jahres 1812 wurde er im damals neugeschaffenen zehnten Wahlbezirk von Kentucky in das US-Repräsentantenhaus in Washington, D.C. gewählt, wo er am 4. März 1813 sein neues Mandat antrat. Da er im Jahr 1814 nicht wiedergewählt wurde, konnte er bis zum 3. März 1815 nur eine Legislaturperiode im Kongress absolvieren. Diese war von den Ereignissen des Britisch-Amerikanischen Krieges geprägt.
Nach dem Rücktritt des Abgeordneten Tunstall Quarles wurde Montgomery bei der fälligen Nachwahl für den neunten Sitz von Kentucky als dessen Nachfolger in den Kongress gewählt, wo er am 1. August 1820 sein Mandat antrat. Nachdem er bei den regulären Kongresswahlen des Jahres 1820 bestätigt worden war, konnte er bis zum 3. März 1823 im US-Repräsentantenhaus verbleiben. Dort war er von 1821 bis 1823 Vorsitzender des Ausschusses zur Kontrolle der öffentlichen Ausgaben. Nach seinem Ausscheiden aus dem Kongress zog sich Thomas Montgomery aus der Politik zurück. Er starb am 2. April 1828 in Stanford.